# فيليب بيش
فيليب بيش (بالفرنسية: Philippe Pech)‏ مواليد 9 أغسطس 1966 في غرونوبل، هو لاعب كرة مضرب فرنسي سابق وكان يلعب باليد اليسرى. أعلى تصنيف له في الفردي كان المركز الـ 155 في سنة 1989. أعلى تصنيف له في الزوجي كان المركز الـ 337 في سنة 1987.

## روابط خارجية
- فيليب بيش على موقع رابطة محترفي التنس (الإنجليزية)
- فيليب بيش على موقع الاتحاد الدولي لكرة المضرب (الإنجليزية)
- فيليب بيش على موقع خلاصة التنس.كوم (الإنجليزية)